# Amédée Mannheim
Victor Mayer Amédée Mannheim (né le 17 juillet 1831 à Paris où il est mort le 11 décembre 1906) est un ingénieur, officier et mathématicien français. Spécialiste de cinématique, il a amélioré plusieurs instruments de mesure d'angle, ainsi que la règle à calcul (1851).

## Carrière
Il fait ses études à l'École polytechnique (X1848) puis à l’École d'application de l'artillerie de Metz. Il commence sa carrière comme officier d'artillerie, puis rejoint l'École polytechnique comme répétiteur (1859), examinateur (1863) puis professeur de géométrie descriptive (1864). Le 18 juillet 1860, en poste en Algérie, il observe à Batna l'éclipse totale de soleil, et mesure avec Laussedat les franges d'interférences qui se forment au sol, par suite des différences d'indice des couches atmosphériques, à l'éclipse et l'émersion.
Il prend sa retraite de l'armée en 1890, avec le grade de colonel du génie mais continuera d'enseigner à l’École polytechnique jusqu'en 1901.
Il a habité le 11 rue de la Pompe (16e arrondissement de Paris), dans un chalet construit par l'écrivain Jules Janin.

## Distinction
- Titulaire du prix Poncelet de l'Académie des sciences (1872)
- Membre d'honneur de la London Mathematical Society (1878)